# Anna di Meclemburgo-Schwerin
Anna di Meclemburgo-Schwerin (Plau am See, 14 settembre 1485 – Rödelheim, 12 maggio 1525) è stata langravia d'Assia e successivamente contessa di Solms-Lich.

## Biografia
Anna era una figlia del duca Magnus II di Meclemburgo-Schwerin (1441-1503), e di sua moglie Sofia di Pomerania-Wolgast.

## Matrimoni

### Primo matrimonio
Sposò, il 20 ottobre 1500 a Kassel, il langravio Guglielmo II d'Assia (1469–1509), divenendone la seconda moglie. La coppia ebbe tre figli:
- Elisabetta (1502–1557)
- Maddalena (1503-1504)
- Filippo I (1504-1567)

A causa della morte prematura del reggente dell'Assia superiore, Guglielmo III, e la follia del reggente di Niederhessen, Guglielmo I, tutta l'Assia, inclusa la contea di Katzenelnbogen, fu unita sotto Guglielmo II. Ma Guglielmo II si ammalò nel 1504, probabilmente di sifilide, e negli anni successivi divenne incapace di governare.
Nel suo primo testamento (1506), Guglielmo II trasferì la tutela dei suoi figli a cinque consiglieri, a suo fratello maggiore, Guglielmo I e sua moglie Anna di Braunschweig, e a sua moglie. Nel suo secondo testamento (1508), tuttavia, nominò Anna come tutrice unica (accanto a suo zio, l'arcivescovo Hermann von Köln, morto nel settembre 1508) e due consiglieri. Tuttavia, la pretesa di Anna alla reggenza non è stata riconosciuta dagli Stati del Landgraviato d'Assia, né dalla Sassonia. Il secondo testamento non venne riconosciuto legalmente.
Durante questo periodo Anna visse nella sua residenza vedovile a Gießen con la figlia Elisabetta, mentre suo figlio Filippo rimase a Kassel sotto la supervisione di Ludwig von Boyneburg a Lengsfeld. Era finanziariamente dipendente dal Consiglio, il quale non mandava molti fondi. Ciò è evidente tra le altre cose, un incidente nel 1512. In quell'anno, la sorella di Anna, Caterina, sposò il duca Enrico IV di Sassonia. In questa occasione Anna voleva presentare la figlia Elisabetta alla corte sassone, come le era stato promesso in tenera età a Giovanni, primogenito di Giorgio il Barbuto. Anna richiese del damasco per un vestito adeguato al consiglio, ma la richiesta venne respinta. Anna ha quindi deciso di non portare sua figlia a Dresda, a causa dei suoi "vestiti trasandati".
Nel 1514 ci fu un cambiamento: Anna ottenne il potere con il sostegno di numerosi nobili e città e bandì il precedente maestro di corte e reggente de facto Boyneburg dall'Assia. Regnò oltre il 1519, quando suo figlio Filippo fu dichiarato maggiorenne dall'imperatore Massimiliano senza mai essere stata ufficialmente riconosciuta come reggente.

### Secondo matrimonio
Sposò, il 7 settembre 1519, il conte Otto von Solms-Lich (1496-1522), Ebbero tre figli:
- Maria (1520-1522)
- Federico Magnus (1521-1561)[3]
- Anna (1522–1594)

## Importanza
La vita di Anna è interessante dal punto di vista della storia teologica, perché ha influenzato direttamente il tempo prima dell'introduzione della Riforma in Assia da parte di Filippo I nel 1527. Suo marito aveva ordinato le riforme in tutti i monasteri dell'Assia nel suo testamento. Anna ha cercato di attuare queste riforme in alcuni luoghi, ma ebbero successo solo durante il governo di Filippo, anche se le ha implementate a modo suo. Lei stessa ha lavorato instancabilmente per i monasteri e il cattolicesimo, provocando una discordia con suo figlio.

## Ascendenza
|                                   |                                   |                                 | Genitori                       |  |  | Nonni |  |  | Bisnonni                            |  |  | Trisnonni                        |  |
|                                   |                                   |                                 |                                |  |  |       |  |  | Giovanni IV di Meclemburgo-Schwerin |  |  | Magnus I di Meclemburgo-Schwerin |  |
|                                   |                                   |                                 |                                |  |  |       |  |  | Giovanni IV di Meclemburgo-Schwerin |  |  | Magnus I di Meclemburgo-Schwerin |  |
|                                   |                                   | Elisabetta di Pomerania-Wolgast |                                |  |  |       |  |  | Giovanni IV di Meclemburgo-Schwerin |  |  |                                  |  |
| Enrico IV di Meclemburgo-Schwerin |                                   |                                 |                                |  |  |       |  |  | Giovanni IV di Meclemburgo-Schwerin |  |  |                                  |  |
|                                   |                                   | Caterina di Sassonia-Lauenburg  | Eric IV di Sassonia-Lauenburg  |  |  |       |  |  |                                     |  |  |                                  |  |
|                                   |                                   | Caterina di Sassonia-Lauenburg  | Eric IV di Sassonia-Lauenburg  |  |  |       |  |  |                                     |  |  |                                  |  |
|                                   |                                   | Caterina di Sassonia-Lauenburg  | Sofia di Braunschweig-Lüneburg |  |  |       |  |  |                                     |  |  |                                  |  |
| Magnus II di Meclemburgo-Schwerin |                                   | Caterina di Sassonia-Lauenburg  |                                |  |  |       |  |  |                                     |  |  |                                  |  |
|                                   |                                   | Federico I di Brandeburgo       | Federico V di Norimberga       |  |  |       |  |  |                                     |  |  |                                  |  |
|                                   |                                   | Federico I di Brandeburgo       | Federico V di Norimberga       |  |  |       |  |  |                                     |  |  |                                  |  |
|                                   |                                   | Federico I di Brandeburgo       | Elisabetta di Meißen           |  |  |       |  |  |                                     |  |  |                                  |  |
| Dorotea di Brandeburgo            |                                   | Federico I di Brandeburgo       |                                |  |  |       |  |  |                                     |  |  |                                  |  |
|                                   |                                   | Elisabetta di Baviera-Landshut  | Federico di Baviera-Landshut   |  |  |       |  |  |                                     |  |  |                                  |  |
|                                   |                                   | Elisabetta di Baviera-Landshut  | Federico di Baviera-Landshut   |  |  |       |  |  |                                     |  |  |                                  |  |
|                                   |                                   | Elisabetta di Baviera-Landshut  | Isabella d'Aragona             |  |  |       |  |  |                                     |  |  |                                  |  |
| Maria di Meclemburgo-Schwerin     |                                   | Elisabetta di Baviera-Landshut  |                                |  |  |       |  |  |                                     |  |  |                                  |  |
|                                   | Vartislao IX di Pomerania-Wolgast | …                               |                                |  |  |       |  |  |                                     |  |  |                                  |  |
|                                   | Vartislao IX di Pomerania-Wolgast | …                               |                                |  |  |       |  |  |                                     |  |  |                                  |  |
|                                   | Vartislao IX di Pomerania-Wolgast | …                               |                                |  |  |       |  |  |                                     |  |  |                                  |  |
| Eric II di Pomerania-Wolgast      | Vartislao IX di Pomerania-Wolgast |                                 |                                |  |  |       |  |  |                                     |  |  |                                  |  |
|                                   |                                   | Sofia di Sassonia-Lauenburg     | Eric IV di Sassonia-Lauenburg  |  |  |       |  |  |                                     |  |  |                                  |  |
|                                   |                                   | Sofia di Sassonia-Lauenburg     | Eric IV di Sassonia-Lauenburg  |  |  |       |  |  |                                     |  |  |                                  |  |
|                                   |                                   | Sofia di Sassonia-Lauenburg     | Sofia di Braunschweig-Lüneburg |  |  |       |  |  |                                     |  |  |                                  |  |
| Sofia di Pomerania-Wolgast        |                                   | Sofia di Sassonia-Lauenburg     |                                |  |  |       |  |  |                                     |  |  |                                  |  |
|                                   |                                   | Boghislao IX di Pomerania-Stolp | …                              |  |  |       |  |  |                                     |  |  |                                  |  |
|                                   |                                   | Boghislao IX di Pomerania-Stolp | …                              |  |  |       |  |  |                                     |  |  |                                  |  |
|                                   |                                   | Boghislao IX di Pomerania-Stolp | …                              |  |  |       |  |  |                                     |  |  |                                  |  |
| Sofia di Pomerania-Stolp          |                                   | Boghislao IX di Pomerania-Stolp |                                |  |  |       |  |  |                                     |  |  |                                  |  |
|                                   |                                   | Maria di Masovia                | Siemowit IV di Masovia         |  |  |       |  |  |                                     |  |  |                                  |  |
|                                   |                                   | Maria di Masovia                | Siemowit IV di Masovia         |  |  |       |  |  |                                     |  |  |                                  |  |
|                                   |                                   | Maria di Masovia                | Alessandra di Lituania         |  |  |       |  |  |                                     |  |  |                                  |  |
|                                   |                                   | Maria di Masovia                |                                |  |  |       |  |  |                                     |  |  |                                  |  |